# Лаури Марканен
Лаури Марканен (на фински: Lauri Markkanen) е финландски баскетболист, играещ като тежко крило за Юта Джаз в НБА. Той е син на баскетболистите Пека и Рика Марканен, а неговият брат Ееро е футболист.

## Клубна кариера
Започва кариерата си във втородивизионния ХБА-Марски, където играе между 2014 и 2016 г. През 2016 г. постъпва в колежа Аризона, като още тогава е определян като кандидат за НБА. Заиграва за тима на Аризона Уайлдкетс, като през януари 2017 г. печели първата си награда за играч на седмицата в дивизията. В края на кампанията е сред номинираните за играч на сезона в NCAA. Включен е в третата петица на идеалния отбор на сезона.
След само сезон на колежанско ниво Лаури решава да участва в драфта на НБА. Изтеглен е от Минесота Тимбърулвс, но е обменен в Чикаго Булс като част от размяната на Джими Бътлър и Зак Лавийн. В Чикаго се налага като добър стрелец от тройката и чупи рекорда за най-бързо вкарани 100 изстрела от тройката, като го постига за 41 мача. На 30 декември при победата над Индиана Пейсърс отбелязва рекордните си 32 точки. На 22 януари записва 17 борби срещу Ню Орлиънс Пеликанс, а 4 дни по-късно срещу Лос Анджелис Лейкърс записва 3 блокирани удара. В края на кампанията попада в идеалния отбор на новобранците в НБА.
Контузия изважда крилото от игра за старта на следващия сезон и той се завръща в игра през януари 2019 г. След възстановяването си отново е титуляр за „биковете“ и срещу Бруклин Нетс записва рекордните си 19 борби. В мач с Бруклин през февруари вкарва 31 точки и добавя 18 борби. Приключва кампанията като втори в тима по точки средно на мач (18.7) и борби средно на мач (9). В 20 от случаите завършва срещите с „дабъл-дабъл“.
В първия мач от сезон 2019/20 Лаури вкарва 35 точки и записва 17 борби срещу Шарлът Хорнетс. Поради травми обаче изявите му са ограничени до 50 мача през редовния сезон, а Чикаго отново пропуска плейофите. През сезон 2020/21 губи титулярното си място, след като „биковете“ привличат Даниел Тайс и Никола Вучевич. Марканен получава значително по-малко шансове за изява.
През лятото на 2021 г. е обменен в Кливланд Кавалиърс. Успява да се пребори с ветерана Кевин Лав за позиция в стартовия състав и записва 61 мача през сезона с 14.8 точки и 5.7 борби средно на мач. „Кавалерите“ обаче не успяват да се класират в плейофите и Марканен сменя още веднъж отбора си, като преминава в Юта Джаз.

## Национален отбор
Дебютира за мъжкия национален отбор на Финландия като е част от състава на Евробаскет 2017. Записва средно по 19.5 точки и 5.7 борби и помага на отбора си да премине груповата фаза.
През 2022 г. за втори път участва на Евробаскет. Марканен е истински лидер за „страната на хилядата езера“ на турнира и се нарежда сред най-добрите стрелци с 27.9 точки средно на мач, като добавя и по 8 борби. В 1/8-финала Марканен вкарва 43 точки за победата срещу Хърватия и класира Финландия на 1/4-финал за първи път от 55 години. В следващия етап Финландия губи от бъдещия шампион Испания.

## Успехи
- В идеалния отбор на конференцията Pac-12 в NCAA – 2016/17
- В идеалния отбор на новобранците в НБА – 2017/18
- Най-бързо вкаралият 100 изстрела от тройката в историята на НБА (41 мача, 2017/18)
- Баскетболист на годината във Финландия – 2017, 2018, 2019, 2020, 2021
- В мача на звездите в НБА – 2023